# The Orchestral Tubular Bells
The Orchestral Tubular Bells ist eine von David Bedford arrangierte und dirigierte Orchesterfassung des Albums Tubular Bells von Mike Oldfield, die im September 1974 vom Royal Philharmonic Orchestra eingespielt wurde. 

## Entstehungsgeschichte
Nach dem großen Erfolg des originalen Tubular Bells-Album und der gleichzeitig stattfindenden Progressive-Rock-Welle, bei der es vermehrt zu klassischen bzw. orchestralen Bearbeitungen kam, hatte David Bedford die Idee, das Album mit einem Orchester umzusetzen.
Oldfield reagierte erst zögerlich, doch Bedford bekniete ihn solange, bis er einwilligte und auch selbst zur Gitarre griff. Oldfield trat außerdem als Koproduzent auf und überwachte die Bearbeitung. 
Obwohl die eigentlichen Melodien nur orchestral bearbeitet wurden, gibt es doch weitere Veränderungen zum Original: Der Einsatz von Stimmbändern wurde in jeglicher Hinsicht gestrichen; so fehlen die Instrumentenansage und der so genannte „moribund chorus“ (siehe Tubular Bells 2003). In verschiedenen Rezensionen wurde das Album als Soundtrack ohne Film beschrieben, da sich die Musik vor einem wie ein Film entfaltet.
Das Album erreichte Platz 17 der britischen Albumcharts.

## Weitere Versionen
Es gibt mehrere Versionen des Albums Tubular Bells. Im Gegensatz zur klassischen Version ist Oldfields Tubular Bells 2003 eine komplette Überarbeitung des Erstlingswerks, da Oldfield nach 30 Jahren mit der Qualität seines weiterhin berühmtesten Werks nicht mehr zufrieden war. Des Weiteren gibt es auch mehrere Bearbeitungen durch andere Interpreten, zum Beispiel eine rein mit Gitarren eingespielte Version des Duo Sonare namens Duo Sonare plays Mike Oldfield.

## Titelliste
1. The Orchestral Tubular Bells (Part 1) – 26:10
2. The Orchestral Tubular Bells (Part 2) – 24:36